# Dreams That Money Can Buy
Dreams That Money Can Buy is een speelfilm van de Duitse filmmaker Hans Richter uit 1947.

## Plot
De dichter Joe, gespeeld door de Amerikaanse acteur Jack Bittner, komt erachter dat hij mensen kan laten dromen. Hij besluit munt uit deze gave te slaan en begint een succesvolle praktijk voor mensen die om de een of andere reden graag willen dromen.
In de film worden in totaal zeven dromen getoond die elk geregisseerd zijn door zes bekende kunstenaars met muziek van vijf musici.
| Droom                                 | Regie            | Muziek                                     |
| ------------------------------------- | ---------------- | ------------------------------------------ |
| Desire                                | Max Ernst        | Paul Bowles                                |
| The girl with the prefabricated heart | Fernand Léger    | John Latouche, Libby Holmann en Josh White |
| Ruth, Roses and Revolvers             | Man Ray          | Darius Milhaud                             |
| Discs                                 | Marcel Duchamp   | John Cage                                  |
| Circus                                | Alexander Calder | David Diamond                              |
| Balets                                | Alexander Calder | Paul Bowles                                |
| Narcissus                             | Hans Richter     | Louis Applebaum                            |

## Cast (selectie)
| Acteur             | Personage                                          |
| ------------------ | -------------------------------------------------- |
| Jack Bittner       | Joe                                                |
| Ethel Beseda       | Mrs. A.                                            |
| Samuel Cohen       | Mr. A.                                             |
| Max Ernst          | Le President                                       |
| Valerie Tite       | het meisje dat Joe een abonnement wil verkopen     |
| Libby Holman       | zangeres van The girl with the prefabricated heart |
| Josh White         | zanger van The girl with the prefabricated heart   |
| Norman Cazanjian   |                                                    |
| Doris Okerson      |                                                    |
| John La Touche     | gangster                                           |
| Bernard Friend     | politieagent                                       |
| Anthony Laterie    | de blinde man                                      |
| Jo Fontaine-Maison | het meisje                                         |